# New Rules
„New Rules“ е песен на Дуа Липа от нейния едноименен дебютен студиен албум. Издадена е през лятото на 2017 г. Официалното видео е заснето в Маями. 
На 21 юли 2017 г. е издаден във Великобритания като шести сингъл на албума. „New Rules“ достига до 6 позиция на класацията Billboard Hot 100 в САЩ. Музикалният видеоклип е режисиран от Хенри Шолфийлд.
Това е най-излъчваната в България песен за октомври 2017 г.

## Персонал
- Дуа Липа – вокали
- Емили Уорън – композиция
- Каролин Айлин – писане на песни
- Джош Гудуин – смесване